# プロジェクト・グーテンベルク
プロジェクト・グーテンベルク（Project Gutenberg、略称PG）は、著者の死後一定期間が経過し、（アメリカ著作権法下で）著作権の切れた名作などの全文を電子化して、インターネット上で公開するという計画。1971年創始であり、最も歴史ある電子図書館。印刷の父、ヨハネス・グーテンベルクの名を冠し、人類に対する貢献を目指している。

## 歴史
プロジェクト・グーテンベルクは、マイケル・S・ハートによって1971年に創始された。当時イリノイ大学の学生であったハートは、学内の材料研究所にある大型汎用コンピュータXerox Sigma Vへのアクセス権を得た。管理者が親切であったおかげで、実質的に無制限な（当時の価値で100万ドルとも1000万ドル相当とも算出されている）コンピュータ時間を利用できるアカウントを貰った。ハートは、なにか大きな価値があると思われることをして、この贈り物に「お返し」をしたかったのだ、と述べたことがある。
このコンピュータは、たまたま（のちにインターネットに発展する）コンピュータネットワークの15個のノードの一つであった。ハートは、コンピュータが一般人にも扱えるようになる時代がくると信じ、文学作品を電子的な形で自由に利用できるようにしようと決めた。たまたま鞄の中にはアメリカ独立宣言の冊子があったので、これがプロジェクト・グーテンベルクの最初の電子テキストになった。
プロジェクトの名前は、15世紀に印刷革命を起こしたドイツ人、ヨハネス・グーテンベルクに拠り、ハートが名付けた。
1990年代の中頃まで、ハートはイリノイ州のベネディクティン大学で運営をしていた。より多くのボランティアがこの活動に参加するようになったが、スキャナやOCRソフトが発展して広く利用できるようになるまでは、大部分のテキストが手作業で入力されていた。
のちに、カーネギー・メロン大学がプロジェクトの財政管理を承諾した。電子テキストの量が増えると、ハートが行っていたプロジェクトの日常業務までをも、ボランティアが引き継ぐようになった。
2000年に、法的な事柄に対処するため、NPO法人Project Gutenberg Literary Archive Foundation, Inc.がミシシッピ州に設立された。寄付金が税金控除の対象となる。長年プロジェクトのボランティアをしてきたGregory Newbyが、法人の初代CEOになった。
同じく2000年、Charles FranksがDistributed Proofreadersという、スキャンされたテキストの校正を、インターネットを通じて、たくさんのボランティアに任せることができるウェブサイトを作った。この試みにより、プロジェクト・グーテンベルクに追加されるテキストの量や種類は増し、同時に新しくボランティアを始めやすくなった。
イタリア人のボランティアPietro Di Miceliが最初にプロジェクト・グーテンベルクのウェブサイトの作成、管理を行い、プロジェクトのオンラインカタログの整備を始めた。10年（1994年から2004年）の間に、プロジェクトのウェブページは多数の賞を獲得。しばしば「最高のウェブサイト」リストに載り、本プロジェクトの認知度上昇に貢献した。
2004年にはじまった、オンラインカタログの刷新は、プロジェクト・グーテンベルクのコンテンツの閲覧やアクセス、リンクをより容易にした。
現在、プロジェクト・グーテンベルクは、ノースカロライナ大学チャペルヒル校のibiblio内にホスティングされている。

## 収集の範囲

1994年以降のテキスト数

2006年8月時点の公表では、プロジェクト・グーテンベルクが収集したテキストは19000点を越え、週に平均50以上の新しい電子書籍が追加されている。
これらは、ほとんど西洋文化圏の文学作品である。小説や詩、戯曲といった文学作品だけでなく、マニュアルや参考書、雑誌の類も収集の対象である。少量ではあるが、音声ファイルや楽譜といった非文書ファイルも所蔵されている。
大部分は英語のテキストだが、他の言語のテキストも非常に多い。2006年8月現在、英語以外で特に多いのは（順に）フランス語、ドイツ語、フィンランド語、オランダ語、スペイン語のテキストである。
テキストは、可能なかぎりプレーンテキストの状態で提供される。文字コードは主にUS-ASCIIであるが、拡張してISO-8859-1を使うことも多々ある。他のファイル形式での公開もよく、ボランティアによる投稿にはHTML形式が最もよく利用される。PDFのような編集が難しい形式は、プロジェクト・グーテンベルクの目標に合致しないと一般に認められているが、何点か収集に加えられているものもある。XMLを使用すべきかとの議論が何年も続けられているが、進展は遅い。

## 理念
2004年にマイケル・ハートが出した声明によれば、「プロジェクト・グーテンベルクの使命は単純だ。『電子書籍の作成と配布を推進すること』」
プロジェクトのスローガンは「無学・無教養の垣根を取り壊す」。というのも、多くのボランティアは、ちょうど公共図書館が20世紀初頭に始めたように、遺産として引き継がれてきた文芸の教養と鑑賞を、継続して大衆に広めることを目的としているからである。
プロジェクト・グーテンベルクは、一極集中を意図的に避けている。たとえば、どんなテキストが加えられるべきかということについてポリシーを持たない。代わりに、めいめいのボランティアが、自分自身が関心を持っていること、提供できることを行っているのである。
収集したテキストは長く保存することを意図しているので、局所的なアクシデントであれば、損失を防げるようにしてある。保存を確実に実行するため、収集作品全体は定期的にバックアップが取られ、幾つもの異なる地域にあるサーバにミラーリングされる。

## 著作権の問題
プロジェクト・グーテンベルクは、アメリカ著作権法に基づく電子書籍の状態確認に慎重である。テキストは、著作権の確認を受けた場合のみアーカイブに加えられ、確認の記録は後から参照できるように保管される。
他の幾つかの電子図書館プロジェクトとは異なり、プロジェクト・グーテンベルクは公表するテキストに対して新たな著作権を主張しない。代わりに、自由に複製、配布することを奨励している。ただしプロジェクト・グーテンベルクがそのテキストの出所であることを明示する必要がある。ライセンス等に言及する記述を削除して再配布や改変を行なうことはライセンス違反である。
プロジェクト内の大半の書籍は、アメリカ著作権法のもと、パブリックドメインで配布されている。プロジェクト・グーテンベルクの商標を使用する場合、各電子書籍に付随する法律文書によって、テキストの利用に幾つかの制限（改変後の配布や商用利用などに対するもの）が加えられる。"Project Gutenberg "はプロジェクト・グーテンベルクの商標であるので、この商標を用い、プロジェクトが公表したパブリック・ドメインのテキストを許可なく無断で商業的に利用することは認めていない。ヘッダを削って商標を使用しない場合は、パブリックドメインのテキストは制限なしに利用することができる。
著作権者の許可を受けて配布しているテキストもある。これらのテキストは、著作権者が特に定めた制限に従う。
1998年、ソニー・ボノ著作権延長法によってアメリカでの著作権の保護期間が20年延長された。これにより、延長期間20年分のアメリカの作品はパブリックドメインと見なされなくなり、プロジェクトに加えられることはなくなった。これらの追加が再開されるのは1923年発表作品の保護期間満了後の2019年1月1日以降となる。

## 提携プロジェクト
提携プロジェクト同士は、理念を共有してはいるが独立した組織で、Project Gutenbergの商標の使用を許可されている。特定の国や言語に焦点を当てたものが多い。
- Project Gutenberg Australiaは、アメリカではまだ著作権が存続している（または不明である）が、オーストラリアの著作権法ではパブリックドメインになっているテキストを数多く所収している。また、オーストラリア人の作家や、オーストラリアに関する書籍に焦点を当てている。なお、オーストラリアでは2004年に著作権保護期間が延長されたため、同年以降は大幅な活動規模の縮小を強いられている。
- PG-EUは、EUの著作権法下で運営されている姉妹プロジェクト。目的の一つは、プロジェクト・グーテンベルクに可能なかぎり多くの言語を含めることである。確実にあらゆるアルファベットが簡単に正しく表現されるよう、Unicodeで運営されている。
- Gutenberg of the Philippinesは、フィリピン人とフィリピン語に特別の焦点を当てて、可能なかぎり多くの人が多くの書籍を利用できるようにすることを目的としている。
- Project Gutenberg Europeは、セルビア・モンテネグロのProject Rastkoが運営するプロジェクト。ヨーロッパ全体のためのプロジェクト・グーテンベルクになることを目的としており、最初のプロジェクトは2005年に活動をはじめた。電子書籍を素早く作成するためのソフトウェア Distributed Proofreaders を運営している。
- Project Gutenberg Luxembourgは、ルクセンブルク語で書かれた書籍を主に公開している。
- Project Gutenberg Consortia Centerは、収集の収集に特化した提携プロジェクト。プロジェクト・グーテンベルク本家からの、編集者による管理や一貫した整形作業はない。様々な言語での、特定のテーマに沿った収集が特徴的。
- Projekti Lönnrotは、フィンランド人のボランティアが始めたプロジェクト。

ほかに、Projekt Gutenberg-DEがGutenbergの名前の使用を許可されたが、理念上の違いのために、提携プロジェクトと見なされないこともある。Projekt Gutenberg-DEは、公開物に新たな著作権を加え、ウェブ版へのアクセスを制限している。